# Wählt Mr. Robinson für eine bessere Welt
Wählt Mr. Robinson für eine bessere Welt ist ein Roman von Donald Antrim und erschien 1993 unter dem Titel Elect Mr. Robinson for a Better World in New York.

## Inhalt
Der Grundschullehrer Pete Robinson lebt in einer kleineren Gemeinde an der Küste im Süden der USA. Nach der Ermordung des bisherigen Bürgermeisters plant Robinson, sein Nachfolger zu werden. Seine Wahlkampagne stützt er auf die Eröffnung einer privaten Grundschule in seinem Haus, für die er im Kreis seiner Bekannten um Lehrkräfte und Schulkinder wirbt. Die Besonderheit dieser Gemeinde wird darin deutlich, dass am Beginn des Romans der frühere Bürgermeister unter Anleitung durch Robinson auf der Straße durch PKWs gevierteilt wird, die Bürger ihre Eigenheime durch waffenstarrende Fallgruben und Burggräben schützen und auf den letzten Seiten eine Schülerin am Tag der Eröffnung der Privatschule im Keller von Robinsons Haus auf einer improvisierten Streckbank stirbt. Der Gemeinde geht es wirtschaftlich gut, von Rassengegensätzen oder Wohlstandsunterschieden wird nichts berichtet. Die fast ausschließlich weißen Bürger haben eine kürzlich geschlossene Grundschule in eine gut ausgelastete Fabrik für touristische Artikel aus dem der Küste vorgelagerten Korallenriff transformiert.
Aber obgleich die Protagonisten sich immer wieder zum Ziel der Achtung vor dem menschlichen Leben und zu einer angstfreien, „besseren Welt“ bekennen, versinken sie in einem Sumpf aus gegenseitigem Misstrauen, modernsten Waffen und einem Bürgerkrieg im öffentlichen Park der Gemeinde.

## Erzählweise
Die erzählte Zeit dieser Explosion der Gewalt umfasst nur wenige Wochen am Ende des Sommers. Der Ich-Erzähler Pete Robinson berichtet im Rückblick aus seinem Dachzimmer, in dem er sich nach dem Mord an der Schülerin mit einem Vorhängeschloss an der Tür weiter auf den Unterricht und seine Wahlkampagne vorbereitet. Der präsentische Rahmen zieht den Leser in die gerade passierenden Ereignisse hinein.
Eine Textur der ethischen Degeneration, des Krieges aller gegen alle und der Unterminierung der eigenen Existenz durchwirken den Roman. Auf die im Titel anklingende Notwendigkeit einer ethischen Erneuerung kommen die Gemeindemitglieder immer wieder zurück, aber die Protagonisten scheitern an ihrer Tatenlosigkeit oder an der Förderung des Gegenteils. Statt der angesprochenen Werteerziehung wird z. B. die Leihbibliothek geschlossen und ihre Bücher werden im Park als Wurfgeschosse zur Minenräumung verwendet. Die esoterische Einfühlung und mystische Verwandlung in das eigene Urtier gelingen, aber die Einfühlung in die Mitmenschen missglückt: Hilfsbereitschaft und Freundlichkeit der Gemeindemitglieder schlagen im nächsten Moment um in exzessive Gewalt. Und diese Gemeinde liegt auf einer Korallenbank im Ozean, die Stück für Stück für Reiseandenken abgetragen und zu Geld gemacht wird. So, wie zunächst nur die Abflüsse der Nachbarn verstopfen und dann das Wasser in die Häuser dringt, so könnte demnächst auch der kleinen Stadt auf dem versinkenden Korallenriff das Wasser bis zum Halse zu steigen, bevor die Häuser in den Fluten verschwinden.
Den Figuren gelingt zwischen ihren atavistischen Phasen und mystisch-religiösen Momenten immer wieder ein wirrer Weitblick: Der bisherige Bürgermeister z. B. verblüfft in einer Versammlung mit der Behauptung: „Wir sind allesamt Mörder hier“ und schießt dennoch wenig später mehrere tödliche Stinger-Raketen in den Botanischen Garten, um als Märtyrer „ein Zeichen zu setzen“. Die von Robinson daraufhin angeregte Lynchjustiz führt bei ihm zwar zu Selbstzweifeln, aber am Ende des Romans lässt er auf ähnliche Weise doch noch ein Kind töten – die Rituale der Gewalt scheinen unentrinnbar. Robinsons analytisches Interesse gilt der aktuellen Durchdringung des bürgerlichen Diskurses mit der Barbarei der Heiligen Inquisition, aber er wird der Mastermind dieses Rückfalls in die Barbarei.
Unabhängig von Symbolik und Textur der Ereignisse konzentriert Antrim an einzelnen Stellen die Absurdität dieser Welt wie unter einem Vergrößerungsglas: Als Robinson z. B. ein Spiel beschreibt, bei dem es auf „Geschicklichkeit und Schläue des Einzelnen“ ankommt, fragt sein Zuhörer zweifelnd: „Ein Mannschaftsspiel also?“. Das Aquarell eines vollständig aufgetakelten britischen Kriegsschiffs, umgeben von Rindenkanus voller Krieger, wertet Robinson selbsttäuschend als einen „friedlichen Anblick.“ Und Robinsons Frau Meredith verziert die tödlichen Bambusspieße für die Fallgrube vor dem eigenen Haus mit eingeritzten lachenden Delphinen – „sieht hübsch aus“ kommentiert sie zusammenhangsblind. Durch die Entkernung des sozialen Orientierungswissens wird die Katastrophe dieser Gemeinde für ihre Mitglieder nahezu unsichtbar, die Ethik hat ihren Kampf gegen die Sprache schon im Kopf verloren.

## Interpretation
1999 erschien der Roman zuerst unter dem deutschen Titel „Die Beschießung des Botanischen Gartens“. Diese Heraushebung eines Erzählstrangs aus der Komposition des Ganzen war eine sprachlich nicht zwingende Neuerfindung des Verlags, die die Intention des Autors hin zu einer Clownerie oder bestenfalls zu einer Satire verschob. Nach Jeffrey Eugenides, der das Vorwort zur neuen Ausgabe des Romans geschrieben hat, handelt diese pessimistische Utopie „von halb geistesgestörten Männern mittleren Altern“, deren Geschichte mit Running Gags, Komik und Humor erzählt würde. Antrims Netz der sozialen und ethischen Widersprüche fehlt dagegen zur Satire alle Hoffnung auf Verbesserung der Verhältnisse: „Hoffnung ist nirgendwo in Sicht“, heißt es mehrfach und auch am Ende des Romans. Erst der aus dem Amerikanischen übersetzte Titel unterstützt das Verständnis des Romans als einer heillosen Groteske und düsteren Prognose.
Pete Robinson, der Protagonist und befangene Held, lässt an Daniel Defoes Jahrhundertwerk „Robinson Crusoe“ denken, dieser Inselstudie über die Erschaffung der bürgerlichen Welt des 17. Jahrhunderts. Dagegen handelt Antrims Groteske vom Zerfall der bürgerlichen Gesellschaft des 20. Jahrhunderts, der von ihren Mitgliedern mehr geahnt als verstanden, aber nicht gestoppt werden kann.
Beim Blick auf die seit der Jahrtausendwende häufigeren Schulmassaker und öffentlichen shootings in den USA erzählt Antrim diesen Roman mit verstörend treffsicheren Vorahnungen. Wie der Maler Hieronymus Bosch die Gräuel seiner Zeit in anthropomorphen Monstern, so formt Antrim die moralischen Verstümmelungen seiner Zeitgenossen in seine poetischen Bilder.

## Über Donald Antrim
- https://www.welt.de/kultur/literarischewelt/article148284320/Vielen-Dank-wie-krank-von-dir.html